# 波塔什尼亚 (布恰区)
50°41′52″N 29°45′14″E / 50.69778°N 29.75389°E
波塔什尼亞（烏克蘭語：Поташня）是位於烏克蘭北部的村莊，由基辅州布恰区的博罗江卡市镇負責管轄。該村始建於1860年，面積0.32平方公里，海拔高度149米，2001年人口216，人口密度每平方公里675人。